# Мад-Бей (Аляска)
Мад-Бей (англ. Mud Bay) — переписна місцевість (CDP) в США, в окрузі Гейнс штату Аляска. Населення — 159 осіб (2020).

## Географія
Мад-Бей розташований за координатами 59°7′14″ пн. ш. 135°20′29″ зх. д. / 59.12056° пн. ш. 135.34139° зх. д. (59.120487, -135.341446).  За даними Бюро перепису населення США в 2010 році переписна місцевість мала площу 31,42 км², з яких 31,36 км² — суходіл та 0,06 км² — водойми.

## Демографія
Згідно з переписом 2010 року, у переписній місцевості мешкало 212 осіб у 104 домогосподарствах у складі 64 родин. Густота населення становила 7 осіб/км².  Було 149 помешкань (5/км²).
Расовий склад населення:
| - 93,9 % — білих - 3,8 % — корінних американців - 0,9 % — азіатів |

До двох чи більше рас належало 1,4 %. Частка іспаномовних становила 2,4 % від усіх жителів.
За віковим діапазоном населення розподілялося таким чином: 16,0 % — особи молодші 18 років, 80,7 % — особи у віці 18—64 років, 3,3 % — особи у віці 65 років та старші. Медіана віку мешканця становила 49,3 року. На 100 осіб жіночої статі у переписній місцевості припадало 94,5 чоловіків;  на 100 жінок у віці від 18 років та старших — 97,8 чоловіків також старших 18 років.
Середній дохід на одне домашнє господарство  становив 102 701 долар США (медіана — 119 423), а середній дохід на одну сім'ю — 111 558 доларів (медіана — 120 268). 
Цивільне працевлаштоване населення становило 94 особи. Основні галузі зайнятості: освіта, охорона здоров'я та соціальна допомога — 28,7 %, оптова торгівля — 17,0 %, науковці, спеціалісти, менеджери — 14,9 %.